# Conversational Programming System
Conversational Programming System (CPS) is een programmeersysteem dat in de jaren 60 werd ontwikkeld door IBM om te werken op de IBM 360.
De gebruiker werkt aan een schrijfmachineterminal, bijvoorbeeld een IBM 2741, die via een telefoonlijn met de computer verbonden is.
De programmeertaal van CPS wordt ook CPS genoemd (of CPS-PL/1) en is gebaseerd op PL/1. De statements worden regel voor regel ingevoerd, voorafgegaan door een regelnummer. Er is een blokstructuur met DO-END. Er is geen blokstructuur met BEGIN-END, waardoor het gebruik van GOTO onvermijdelijk is. In de tijd van CPS was het gestructureerd programmeren echter nog niet gebruikelijk.
Het CPS-systeem kon ook werken met de taal BASIC. De meeste gebruikers gaven echter de voorkeur aan de uitgebreidere mogelijkheden van CPS-PL/1. Men bedenke hierbij dat nog niemand een huiscomputer had die met BASIC werkte en dat de nieuwe gebruikers niet met BASIC vertrouwd waren.